# Škoda 21Tr
A Škoda 21Tr egy alacsony padlós trolibusz, amelyet a Škoda Művek gyártott 1995-től 2004-ig, a Škoda ostrovi üzemében. Magyarországon a Szegedi Közlekedési Társaság tulajdonában vannak, ahol hét teljesít jelenleg szolgálatot T-800, T-801, T-802, T-810, T-811, T-812, T-814, T-815 pályaszámmal.

## Felépítés
1991-ben a Škoda egy teljesen új széria kifejlesztésbe kezdett, amely megfelel az akkori új követelményeknek, miszerint alacsony padlós, és a kinézete is újszerű, modern. Az első prototípus 1993-ban készült el, ez egy 22Tr volt, ami a 21Tr csuklós változata, a 21Tr első prototípusa ezt két évvel követte. Ezen járművek a Škoda 21Ab autóbusszal együtt lettek tervezve, ezért egymással nagyrészt alkatrész-kompatibilisek (természetesen a hajtásrendszert leszámítva) és nagyban hasonlítanak is egymásra. Mindegyik jármű kinézetét Patrik Kotas tervezte.
A 21Tr a kor követelményeinek megfelelően alacsony padlós, önhordó, acélvázas felépítménye van.
Az első és második ajtó közt átlagosan 360 mm magasan van a padlózata a talajtól (legmélyebb pontja 345 mm magasan van), a hátsó ajtónál 560 mm magas. Igény esetén a jármű jobb oldalra némileg megdönthető, ezen "térdeplő" funkciónak köszönhetően a fellépő magasság 275 mm-re csökken. Három széles dupla bolygóajtaja van a jobb oldalon (1360 mm szélesek), ezek mindegyike külső felszállásjelzővel van ellátva, melyek segítségével az utasok is nyithatják azokat.
A 21 Tr típusú trolibusz önhordó kocsiszekrényű, kéttengelyes, hajtott hátsó futóművű és háromajtós kivitelű. A hajtásegység, valamint a segédberendezések és műszerek egy része a kocsiszekrény vázára van szerelve. A trolibusz légrugózású, hidraulikus szervókormánnyal, állítható kormányoszloppal, félvezetős hajtásszabályozóval, rekuperációs üzemmódú elektrodinamikus fékkel és fokozatosan fékező légfékkel van ellátva. A jármű 100%-ban alacsony padlós kivitelű, kényelmes és esztétikus belső és külső megjelenésével utasvonzó, az esélyegyenlőség jegyében közlekedő jármű.
A jármű hajtását a GTO tirisztoros szaggatóval vezérelt egyenáramú vontatómotor biztosítja. Egy mikroszámítógépes szabályzó dolgozza fel a jeladókról érkező vontatóáram jeleket, a gerjesztőáram jeleket, forgórészkör-áram jelet, továbbá a szűrőkondenzátor-egység feszültségértékeket, és a fordulatszám-jeladó jeleket. A mikroszámítógép kimenetei által működteti a hajtáskontaktorokat, és vezérli a GTO blokkot.

## Változatok

### 21TrACG
A 21TrACG a 21Tr azon változata, amelyben a Cseh Tudományos Akadémiával közösen kifejlesztett, GTO tirisztoron alapuló aszinkron hajtásrendszer található meg.

### 21TrACI
A 21TrACI azok a változatok, melyek a Škoda saját fejlesztésű aszinkron hajtásrendszerét kapták, mely a tetőn lévő tárolókban helyezkedik el. Ezeket a változatokat dízelaggregátorral is felszerelik, így a troli olyan helyeken is képes közlekedni, ahol nincs felsővezeték. (videó)

### 21TrAC
A 21TrAC a 21TrACI azon változata, amelyet nem szereltek fel dízelaggregátorral. Ezek a trolik körülbelül 600 kg-mal könnyebbek.

### Elektrobus
2003-ban Znojmo város közlekedési társasága megvásárolt egy vázat, ami eredetileg egy 21Tr váza lett volna. Ebből a vázból a Brno-i Technológiai Intézet, a Škoda Pilzen, és az Elis Pilzen közösen egy elektrobuszt épített, melyet nikkel-kadmium akkumulátorok hajtanak. Egy feltöltéssel 110–130 km-t képes megtenni, hátránya a megnövekedett tömeg (18 tonna). A jármű azóta is Znojmóban teljesít szolgálatot.

## Technikai adatok
- Hossz: 11760 mm
- Szélesség: 2500 mm
- Magasság: 3365 mm
- Jármű tömege üresen: 10,95 t (21Tr, 21TrACG) / 11,85 t (21TrACI) / 11,25 t (21TrAC)
- Összes férőhely: 86 fő
  - Ülőhely: 26
  - Állóhely: 60
- Motorteljesítmény: 140-175 kW
- Legnagyobb sebesség: 65 km/óra
- Fenékváz útburkolattól mért távolsága: 180 mm
- Hajtott futómű magassága az útburkolattól: 123 mm
- Fordulókör külső átmérő: 22 600 mm
- Fordulókör belső átmérő: 11 000 mm

## Prototípus
A 21Tr prototípusát 1995-ben építették, ezután egy hosszú tesztüzem idejére Chomutovba és České Budějovice-be küldték 1996 és 1997 közt. Ezután 2000-ben egy törésteszt során megsemmisült.
A 21TrACG prototípusa 1997-ben készült el, 1997-1998-ban Jachymov és Chomutov városában tesztelték, ezután sokáig a gyártónál pihent, míg végül Szegedre került, mert megvásárolta a Szegedi Közlekedési Társaság. T-810 pályaszámon 2019-ig volt forgalomban.
A 21Tr ACI prototípusát 1999-ben építették, majd 2000-ben Pilsenben tesztelték (479 pályaszámon), ezután Hradec Kralovébe került.

## Üzemeltetők
1995 és 2004 között 135 különböző verziójú 21Tr készült el, és egy váz (melyből az Electrobus készült). 

A táblázat csak a gyártótól újonnan vásárolt trolikat tartalmazza, a különböző városok jelenlegi troliparkja ettől eltérhet.

### Bosznia-Hercegovina
| Üzemeltető város | Típus | Beszerzés éve | Darab   | Pályaszám  | Megjegyzés |
| ---------------- | ----- | ------------- | ------- | ---------- | ---------- |
| Szarajevó        | 21Tr  |               | 2 darab | 4301, 4302 |            |

### Csehország
| Üzemeltető város       | Típus    | Beszerzés éve | Darab    | Pályaszám       | Megjegyzés |
| ---------------------- | -------- | ------------- | -------- | --------------- | ---------- |
| Brno                   | 21Tr     | 1999 – 2002   | 43 darab | 3001 – 3043     |            |
| České Budějovice       | 21Tr     | 1999 – 2000   | 5 darab  | 43 – 47         |            |
| Hradec Králové         |          | 1997 – 2003   | 22 darab |                 |            |
|                        | 21Tr     | 1997 – 2000   | 16 darab | 33 – 48         |            |
|                        | 21TrACI  | 2001          | 1 darab  | 50              |            |
|                        | 21TrAC   | 2002 – 2003   | 5 darab  | 51 – 55         |            |
| Jihlava                | 21Tr     | 1999 – 2004   | 10 darab | 48 – 55, 58, 61 |            |
| Opava                  | 21Tr     | 2001          | 1 darab  | 83              |            |
| Ostrava                | 21Tr     | 1997 – 2002   | 15 darab | 3301 – 3315     |            |
| Pardubice              | 21Tr     | 2001 – 2004   | 15 darab | 385 – 399       |            |
| Plzeň                  | 21TrACI  | 2001 – 2003   | 18 darab | 479 – 496       |            |
| a Škoda gyárban maradt | 21Tr     | 1995          | 1 darab  | –               |            |
| Znojmo                 | csak váz | 2004          | 1 darab  | –               |            |

### Magyarország
| Üzemeltető város | Típus   | Beszerzés éve | Darab   | Pályaszám | Megjegyzés |
| ---------------- | ------- | ------------- | ------- | --------- | ---------- |
| Szeged           | 21Tr    | 2001          | 1 darab | T-800     |            |
| Szeged           | 21TrACG | 2005          | 1 darab | T-810     |            |

### Szlovákia
| Üzemeltető város | Típus  | Beszerzés éve | Darab   | Pályaszám | Megjegyzés |
| ---------------- | ------ | ------------- | ------- | --------- | ---------- |
| Pozsony          | 21TrAC | 2003          | 1 darab | 6401      |            |

## Magyarországi használata
Magyarországon csak a Szegedi Közlekedési Társaság üzemeltet Škoda trolikat, ebből kifolyólag 21Tr is csak Szegeden közlekedik. Ezek közül csak a T-800-as pályaszámú lett újan vásárolva, a többit különböző cseh városokból szerezték be, használtan.
A beszerzés helyét és a régi pályaszámot a következő táblázat foglalja össze:
| Pályaszám | Korábbi város    | Eredeti pályaszám   | Állományba vétel     | Megjegyzés                                                                                        |
| --------- | ---------------- | ------------------- | -------------------- | ------------------------------------------------------------------------------------------------- |
| 720       | Jihlava          | 50                  | 1997. december 17.   | Honosítás miatt kölcsönben volt Szegeden, állományból törölve: 1998. október 27.                  |
| T-800     | (Szeged)         | –                   | 2001. augusztus 30.  |                                                                                                   |
| T-801     | České Budějovice | 43                  | 2006. február 14.    |                                                                                                   |
| T-802     | České Budějovice | 44                  | 2009. június 17.     |                                                                                                   |
| T-803     | České Budějovice | 45                  | 2008. szeptember 28. | 2013-ban leállítva, később selejtezve.                                                            |
| T-810     | Chomutov         | nem volt pályaszáma | 2005. október 28.    | 21TrACG prototípusa volt, állományból törölve: 2019, újjáépítve Skoda 21Ab autóbuszból            |
| T-811     | Plzen            | PMA 95-47           | 2017. szeptember 14. | dízelbuszból átépítve, plzeni azonosító szám: 443                                                 |
| T-812     | Plzen            | PMB 01-48           | 2017. szeptember 28. | dízelbuszból átépítve, plzeni azonosító szám: 447                                                 |
| T-813     | Plzen            | PMB 01-47           | 2012. augusztus 30.  | dízelbuszból átépítve, plzeni azonosító szám: 446. 2018-ban balesetet szenvedett, azóta leállítva |
| T-814     | Plzen            | PMB 01-45           | 2018. szeptember 20. | dízelbuszból átépítve, plzeni azonosító szám: 444                                                 |
| T-815     | Plzen            | PMB 01-49           | 2021. április 29.    | dízelbuszból átépítve, plzeni azonosító szám: 448                                                 |

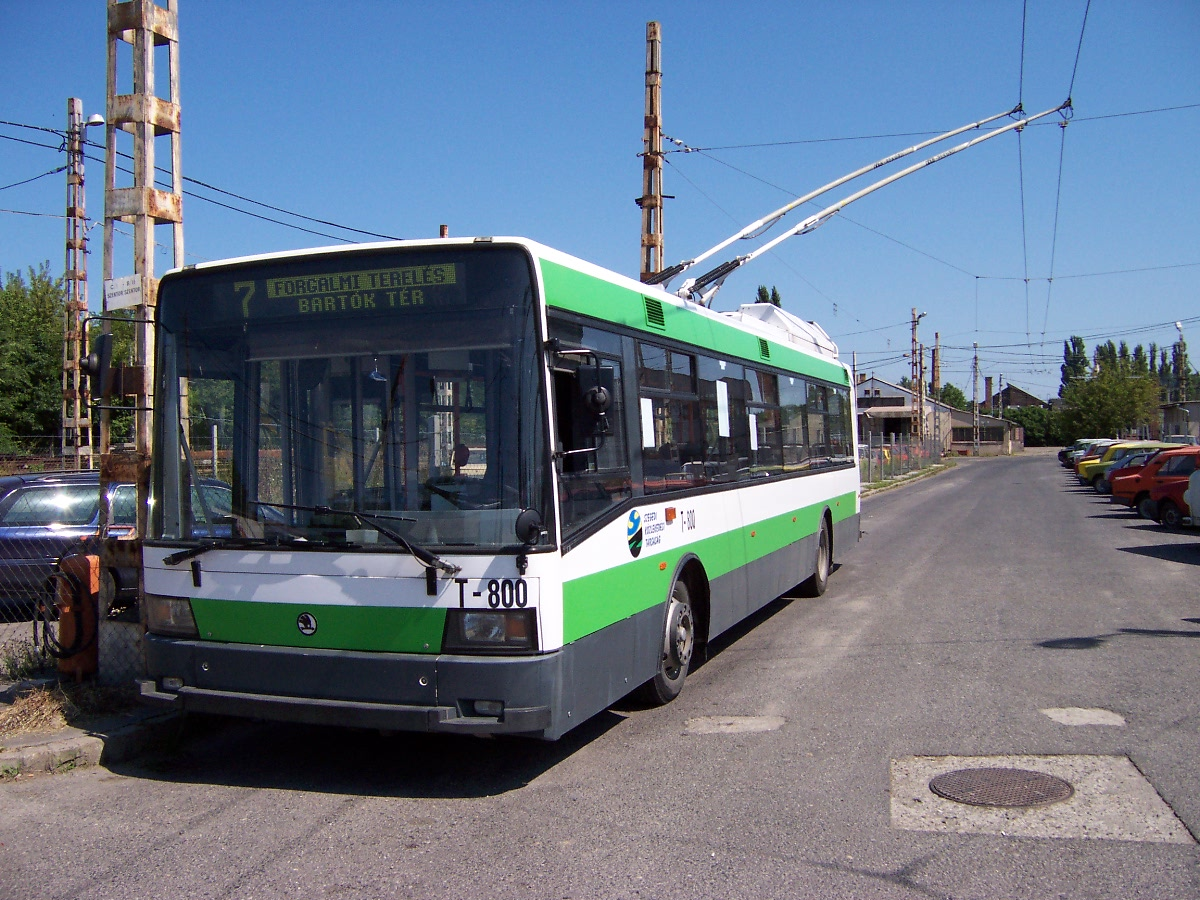
A T-800 pályaszámú Škoda 21Tr a szegedi trolitelepen

Érdekesség, hogy a szegedi trolitelepen 4-5 darab Škoda 21Ab típusú autóbusz is áll, jobb sorsra várva. Ezek külsőre teljesen megegyeznek a 21Tr-rel (természetesen nincs a tetejükön áramszedő). Céljuk egyelőre ismeretlen, elképzelhető, hogy az SzKT trolibusszá akarja alakítani őket.